# 1년의 인구순 나라 목록
다음 목록은 1년의 인구순 나라 목록이다.

## 목록
| 순위 | 국가                  | 인구       |
| ---- | --------------------- | ---------- |
| 1    | 한나라                | 57,671,400 |
| 2    | 로마 제국             | 54,000,000 |
| 3    | 사타바하나 왕조       | 20,000,000 |
| 4    | 파르티아 제국         | 20,000,000 |
| 5    | 로마령 이집트         | 7,000,000  |
| 6    | 로마령 시리아         | 4,300,000  |
| 6    | 흉노                  | 2,000,000  |
| 6    | 다키아                | 2,000,000  |
| 7    | 마우레타니아          | 1,500,000  |
| 8    | 쿠시 왕국             | 1,150,000  |
| 9    | 마야                  | 2,000,000  |
| 10   | 박트리아              | 1,000,000  |
| 11   | 파르티아령 셀레우키아 | 600,000    |

## 같이 보기
- 인구순 나라 목록